# هینترهورنباخ
هینترهورنباخ (به آلمانی: Hinterhornbach) یک منطقهٔ مسکونی در اتریش است که در ناحیه رویت واقع شده‌است. هینترهورنباخ ۵۰٫۵۶ کیلومتر مربع مساحت دارد ۱٬۱۰۱ متر بالاتر از سطح دریا واقع شده‌است.